# Караєво (Куюргазинський район)
Кара́єво (рос. Караево, башк. Ҡарай) — присілок у складі Куюргазинського району Башкортостану, Росія. Входить до складу Якшимбетовської сільської ради.
Населення — 85 осіб (2010; 102 в 2002).
Національний склад:
- башкири — 99%

## Видатні уродженці
- Гайсін Хасан Назірович — Герой Радянського Союзу.